# Die Zukunft (Paris)
Die Zukunft war eine deutsch-französische Exilzeitschrift, die die Untertitel Ein Neues Deutschland: Ein neues Europa, Organ der Deutsch-Französischen Union und Journal Anti-Hitlérien trug.

## Geschichte
Die Zukunft erschien im Zeitraum zwischen dem Münchner Abkommen im September 1938 und dem deutschen Einmarsch in Frankreich im Mai 1940 in 81 großformatigen Exemplaren in Paris. Herausgeber war Willi Münzenberg, der bei der Finanzierung von  Olof Aschberg und französischen Politikern aus dem Umfeld der Freimaurer Unterstützung erhielt. Chefredakteure waren Arthur Koestler, Ludwig Marcuse, Hans Siemsen und Werner Thormann. Zu den bekannten Autoren und Unterstützern der Zeitschrift zählten unter anderen: Ignazio Silone, Alfred Döblin, Thomas Mann, Manès Sperber, Sigmund Freud, Julien Benda, Aldous Huxley und Franz Werfel.
Insgesamt versammelte Die Zukunft ein transnationales Netzwerk von 332 Autoren aus 25 Ländern, darunter viele bekannte Intellektuelle und Politiker, unter anderem Heinrich, Klaus und Erika Mann, Stefan Zweig, Lion Feuchtwanger, H.G. Wells, Aldous Huxley, Harold Macmillan, Clement Attlee, Edouard Herriot, Raymond Aron, François Mauriac und Georges Duhamel. Sogar Jawaharlal Nehru beteiligte sich an der Debatte über die Zukunft der Kolonialreiche in den Seiten dieser Wochenschrift. Sie nahm an den Debatten über die zukünftige deutsche, europäische und internationale Ordnung nach Hitlers Sturz teil, die damals innerhalb des deutschen Exils geführt wurde. und war das Forum für eines der letzten großausgelegten deutsch-französischen Verständigungsnetzwerke der Zwischenkriegszeit, der Deutsch-Französischen Union (DFU), die durch eine Schwesterorganisation in Großbritannien (die Federal Fellowships) ergänzt wurde.
Im Autorenpanel der Zeitschrift flossen zwei Netzwerke aus den vorhergehenden Jahrzehnten zusammen, nämlich pazifistische Vereinigungen, die z. T. schon vor 1914 entstanden waren, und die internationalen Bewegungen, die Willi Münzenberg im Auftrag der Komintern gegründet hatte. Dazu kamen christdemokratische Gruppen, britische Konservative, Nationalisten und sogar ehemalige Anhänger des österreichischen Ständestaates. Diese extreme Vielfalt der politischen Strömungen unterscheidet die Zeitschrift von anderen Publikationen des Exils, wobei sich die Frage aufwirft, ob diese auch tatsächlich die Spaltungen des Exils überwinden konnten (Hans-Manfred Bock) oder nur in den Seiten der Zukunft "koexistierten", ohne wesentlich Neues zu schaffen (Ursula Langkau-Alex).
Ihre Entstehung wurde durch den Bruch zahlreicher Linksintellektueller mit dem Stalinismus ermöglicht. Dadurch entwickelte die Zukunft eine antifaschistische, aber auch antistalinistische Haltung, die für sie charakteristisch war und ihr die Finanzierung durch britische und französische Behörden erleichterte.  Auf der ersten Seite der Ausgabe vom 22. September 1939 schleuderte Willi Münzenberg dem Sowjetführer seine berühmte Anklage entgegen: "Der Verräter, Stalin, bist Du!" Intellektuelle wie Heinrich Mann oder Lion Feuchtwanger arbeiteten nichtsdestoweniger mit Münzenberg und seiner Zeitschrift zusammen, obwohl sie der Sowjetunion eher freundlich gegenüberstanden.
Dies erklärte sich vor allem durch ihr hohes intellektuelles Niveau. Die Zukunft versammelte Persönlichkeiten, die im 20. Jahrhundert Schlüsselpositionen im intellektuellen und politischen Leben Europas und Amerikas einnahmen. Sie konnten nach dem Ende der Zeitschrift und dem mysteriösen Tod Münzenbergs 1940 die u. a. in der Zukunft formulierten Ideen und Überzeugungen in der Praxis erproben und durchsetzen. Diese lassen sich folgendermaßen zusammenfassen: Keynesianismus und Wohlfahrtsstaat, Westorientierung Deutschlands, Europäische Föderation, Reform des Völkerbundes, Entstehung einer gleichberechtigten Partnerschaft unter Völkern anstelle der Kolonialreiche. Die Emigranten erschienen in diesem Zusammenhang als vollwertige Partner der westlichen Regierungen, ungeachtet der oft sehr harten offiziellen Politik.
Nach dem Krieg übernahmen sowohl die westeuropäischen Autoren als auch die ehemaligen Emigranten (40 % der deutschen Zukunft-Autoren remigierten nach 1945) wichtige Positionen im politischen, wirtschaftlichen und kulturellen Leben ein, z. B. die späteren britischen Premierminister Harold Macmillan und Clement Attlee, der spätere französische Ministerpräsident Georges Bidault, oder die Ideengeber des "westlichen Modells" der Nachkriegszeit, wie z. B. Raymond Aron, Arthur Koestler und Manès Sperber, die u. a. den Kongress für kulturelle Freiheit (Congress for Cultural Freedom) begründeten oder aktiv unterstützten. Das Denken und Handeln der Zukunft-Autoren bestimmte also die heutige europäische und internationale Ordnung in gewissem Sinne mit.

## Forschung
Die historische Publikation ist Forschungsgegenstand eines gemeinsamen Projekts des französischen Nationalarchivs in Paris und des Instituts für soziale Bewegungen der Ruhr-Universität Bochum. Ausgangshypothese des Forschungsprojekts ist, dass die „Zukunft“ eines der bedeutendsten antifaschistischen Medien gewesen sei und zugleich letzte Einheitsbewegung der Anti-Hitler-Opposition vor dem Ausbruch des Zweiten Weltkriegs.
Im Jahre 2021 ist eine detaillierte Untersuchung in französischer Sprache zu der Zeitschrift und ihren Autoren veröffentlicht worden, die ihre Bedeutung in der westeuropäischen Politik und in der Intellectual History der westlichen Welt aufzeigt, und eine Liste aller "recherchierbaren" Zukunft-Autoren (insgesamt 332 aus 25 Ländern) beinhaltet.